# 斯氏尖裸鯉
斯氏尖裸鯉（学名：Oxygymnocypris stewartii）是輻鰭魚綱鯉形目鯉科的其中一個種，分布於亞洲中國西藏雅魯藏布江流域，本魚背鰭與尾鰭鰭黑灰色，後部的胸鰭、腹鰭與臀鰭橘色，背鰭與尾鰭鰭有許多斑點，吻端尖，體長可達42.8公分，棲息在中底層水域。